# BLINK (BOOM BOOM SATELLITESの曲)
「BLINK」（ブリンク）は、日本のビッグ・ビートユニット、BOOM BOOM SATELLITESの6thシングル。2002年6月26日、ソニー・ミュージックレコーズより発売。

## 解説
- シングル作品としては約1年ぶりのリリース。アルバム『PHOTON』先行シングル。
- 表題曲はフジテレビ系ドラマ『陰陽師☆安倍晴明～王都妖奇譚～』オープニングテーマに起用された。

## 収録曲
全作詞・作曲・編曲：BOOM BOOM SATELLITES
1. BLINK (5:09)
フジテレビ系ドラマ『陰陽師☆安倍晴明～王都妖奇譚～』オープニングテーマ
2. BLINK DJ TASAKA Remix (5:53)
3. BLINK Koji Nakamura (SUPERCAR) PS Remix (4:25)

## 収録アルバム
- PHOTON (#1) - アルバムバージョンで収録。